# عائلة قائد السبسي
عائلة قائد السبسي هي عائلة تونسية تنتمي إلى البرجوازية السابقة بمدينة تونس. يرجع أصلها لإسماعيل قائد السبسي، مملوك من أصل سرديني تبناه حسين باي الثاني وأصبح كاتب الدولة التونسية في منتصف القرن التاسع عشر. تتكون العائلة من عدة ملاك أراضي ومسؤولين كبار في مخزن الباي حتى بداية القرن العشرين.

## الشخصيات
- إسماعيل قائد السبسي (؟ - 1870): قائد-والي ومزارع الضرائب.
- محمد الباي قائد السبسي (1850 - 1910): قائد-والي.
- الشاذلي قائد السبسي: ضابط في حرس الباي، ياور ومرافق محمد المنصف باي في المنفى.
- محمد العربي قائد السبسي (؟ - 1960): قائد-والي.
- أحمد قائد السبسي: قائد-والي، صهر محمد الحبيب باي.
- الباجي قائد السبسي (1926-2019-): سياسي ووزير وسفير ورئيس حكومة ورئيس الجمهورية التونسية.
- حافظ قائد السبسي (1961 -): سياسي وقيادي حزبي.